# Amantis testacea
Amantis testacea är en bönsyrseart som beskrevs av Werner 1931. Amantis testacea ingår i släktet Amantis och familjen Mantidae. Inga underarter finns listade i Catalogue of Life.